# Johann Heinrich Tieftrunk
Johann Heinrich Tieftrunk (* 15. Mai 1760 in Öftenhäven bei Rostock; † 7. Oktober 1837 in Halle (Saale)) war ein deutscher Philosoph, der u. a. zur Religionsphilosophie arbeitete, die Ansätze Kants verarbeitete und als Professor in Halle tätig war.

## Leben
Tieftrunks Vater war ein in Armut gekommener Gutsbesitzer. Im Halleschen Waisenhaus erhielt Tieftrunk seine Schulbildung, studierte dann Philologie und Theologie in Halle. 1781 wurde er Prediger und Schulrektor in Joachimsthal in der Uckermark. Er heiratete eine geborene Orth. Zunächst arbeitete er zu philologischen, dann politischen und religionsphilosophischen Themen. Am 10. Januar 1792 wurde er ordentlicher Professor der Philosophie an der Universität Halle, berufen von Johann Christoph von Woellner. Er promovierte über Luthers Reformation. Tieftrunk dozierte auch zu theologischen Themen. Er arbeitete zu politischen Themen, zur Rechtsphilosophie insb. Kants und hatte 1797/98 vor, eine Textausgabe mit Schriften Kants zusammenzustellen, wovon er 1797 bis 1799 drei Bände geringen Umfangs publizierte, dann aber den Plan aufgab. Dieser Ausgabe lag auch eine Skizze Tieftrunks zur Denkentwicklung Kants bei. Tübinger Theologen, darunter Carl Christian Flatt, missbilligten Tieftrunks stark kantisch geprägte Religionsphilosophie. Im Verlauf resultierender Kontroversen wurde Tieftrunk zeitweise von theologischen Lehrverpflichtungen suspendiert. 1805 wurde die Universität Halle geschlossen. Tieftrunk lehrte nun in Wittenberg. Er gab, zusammen mit seinem Sohn Ferdinand Heinrich, von 1820 bis 1825 den „Halleschen Courier“ heraus.
Er war Mitglied der Hallenser Freimaurerloge Zu den drei Degen, zu der auch Woellner gehörte.

## Werk
Eigentümlich ist Tieftrunks Sprachgebrauch insb. in seinem Spätwerk: Er schrieb etwa „Emporkraft“ statt Vernunft, „bewissen“ statt reflektieren.
In der Religionsphilosophie versuchte er einen Mittelweg zwischen traditionelleren und kantischen Optionen, indem er sowohl den Offenbarungsbezug wie auch einen starken Rationalismus im Sinne einer Vernunftreligion und eine Grundlegung in menschlicher Praxis zu vereinbaren versuchte. Normen der Moral sollen autonom durch praktische Vernunft begründbar sein, das Resultat aber übereinstimmen mit der Ethik und Religion Jesu. Biblische Texte müssen dazu reinterpretiert werden, da sie die Wahrheit in Bildvorstellungen veranschaulichen.
Tieftrunk argumentierte für einen Absolutismus, der zunächst verschiedene Reformen zu vollziehen habe. Ökonomie, insb. der Mittelstand, und Bürokratie müssten stark und effizient sein, sonst werde die Gesellschaft polarisiert und es drohe Revolution.

## Werke (Auswahl)
- Erste Gründe der lateinischen Sprache, 1784
- Versuch einer Kritik der Religion und aller religiösen Dogmatik, 1790. (Online)
- Die Religion der Mündigen, 1799–1800.
- Briefe über das Dasein Gottes, Freiheit und Unsterblichkeit, 1791.
- Über Staatskunst und Gesetzgebung, Berlin 1791. (Online)
- Programma de modo Deum cognoscendi, 1792.
- Einzigmöglicher Zweck Jesu aus dem Grundgesetze der Religion entwickelt, Berlin 1793 (Online)
- Dilucidationes Ad Theoreticam Religionis Christianae, 2 Bände, Berlin 1793 (Bd. 1, Bd. 2).
- Dissertatio inauguralis de rebus, quibus Reformatio D. M. Lutheri praeparata & adjecta est, 1793
  - Darstellung der vorzüglichsten Umstände, durch welche die Reformation Martin Luthers vorbereitet, bei ihrem Anfang und Fortgang unterstützt und in ihrer Ausbreitung gefördert worden ist, hg. von Johann Georg Tieftrunk 1794.
- Censur des Christlichen Protestantischen Lehrbegriffs nach den Principien der Religionskritik, 3 Teile, Berlin 1793–1795 (Bd. 1, Bd. 2, Bd. 3).
- Ueber Recht und Staat, 1. Teil, 1796
- Philosophische Untersuchungen über Privat- und öffentliches Recht, 1797–1799. (Online)
- Philosophische Untersuchungen über die Tugendlehre, Halle 1798 (Online bei Google Books und UB Tübingen) und 1805 (Online)
- Die Religion der Mündigen, 2 Bände, 1799/1800
- Grundriß der Logik, Halle 1801 (Online)
- Grundriß der Sittenlehre. 1: Allgemeine Grundlegung zur Sittenlehre überhaupt und die Tugendlehre. 2: Wissenschaft der äussern Gesetzgebung oder Rechtslehre der Vernunft, 1803
- Das Weltall nach menschlicher Ansicht I, 1821. (Online)
- Die Denklehre in rein deutschem Gewande, 2 Bände, 1825–1827. (Bd. 1, Bd. 2)